# Vanna Vanni
Vanna Vanni, pseudonimo di Giovanna Pegna (Firenze, 7 gennaio 1915 – Roma, 6 marzo 1998), è stata un'attrice italiana.

## Biografia
Debutta nel mondo del cinema nei primi anni trenta, negli studi di Joinville-le-Pont, presso Parigi, dove la Paramount allestì versioni cinematografiche sonore dei suoi film per il cinema europeo, in varie versioni nelle lingue più diffuse del vecchio continente, usando le medesime sceneggiature, scenografie e costumi, cambiavano solo i cast degli attori e il regista, uno per ogni nazione. Sarà Jack Salvatori, uno specialista del genere, a dirigerla nel suo primo film.
A Cinecittà e negli altri studi della capitale inizia a lavorare con il nome di Vanna Pegna poi cambiato in Vanni, sarà per 15 anni presente in un discreto numero di pellicole, lavorando con registi come Palermi, Mattoli, Guazzoni, De Filippo.
Attrice versatile, sia in parti brillanti che sentimentali, avrà modo di emergere in varie pellicole, sino alla decisione presa nel 1943, di ritirarsi dalle scene.

## Filmografia

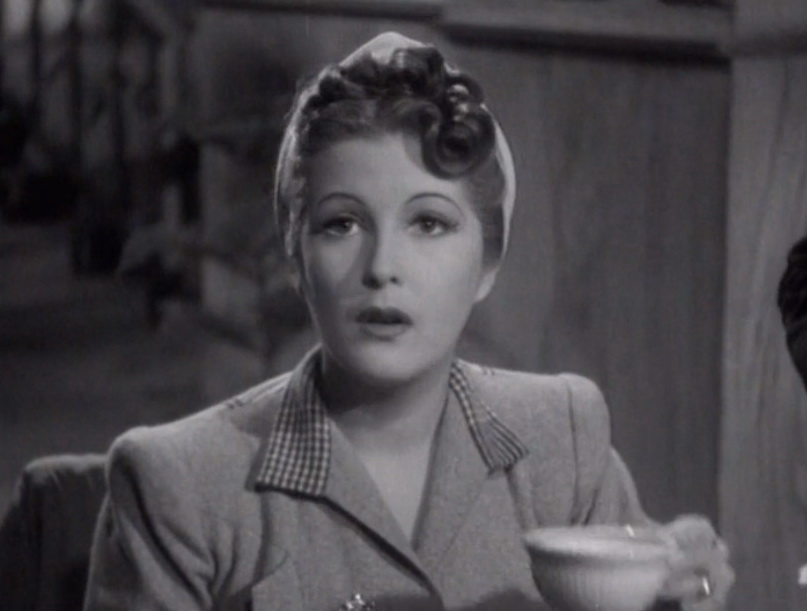
Vanna Vanni in Un marito per il mese d'aprile (1941)

- Il segreto del dottore, regia di Jack Salvatori (1930)
- Perché no?, regia di Amleto Palermi (1930)
- Le Monde où l'on s'ennuie, regia di Jean de Marguenat (1934)
- Freccia d'oro, regia di Corrado D'Errico e Piero Ballerini (1935)
- Il serpente a sonagli, regia di Raffaello Matarazzo (1935)
- La gondola delle chimere, regia di Augusto Genina (1935)
- Sette giorni all'altro mondo, regia di Mario Mattoli (1936)
- Re di danari, regia di Enrico Guazzoni (1936)
- Non ti conosco più, regia di Nunzio Malasomma (1936)
- L'uomo che sorride, regia di Mario Mattoli (1936)
- Ho perduto mio marito, regia di Enrico Guazzoni (1937)
- I fratelli Castiglioni, regia di Corrado D'Errico (1937)
- Nina, non far la stupida, regia di Nunzio Malasomma (1937)
- Il destino in tasca, regia di Gennaro Righelli (1938)
- Fuochi d'artificio, regia di Gennaro Righelli (1938)
- L'ultimo scugnizzo, regia di Gennaro Righelli (1938)
- La voce senza volto, regia di Gennaro Righelli (1939)
- Il cavaliere di San Marco, regia di Gennaro Righelli (1939)
- Il barone di Corbò, regia di Gennaro Righelli (1939)
- Le educande di Saint-Cyr, regia di Gennaro Righelli (1939)
- Amiamoci così, regia di Giorgio Simonelli (1940)
- L'imprevisto, regia di Giorgio Simonelli (1940)
- Il signore a doppio petto, regia di Flavio Calzavara (1941)
- Un marito per il mese d'aprile, regia di Giorgio Simonelli (1941)
- Se non son matti non li vogliamo, regia di Esodo Pratelli (1941)
- Acque di primavera, regia di Nunzio Malasomma (1942)
- Non ti pago!, regia di Carlo Ludovico Bragaglia (1942)
- Gli assi della risata, epis. Non chiamarmi Dodo!, regia di Roberto Bianchi (1943)
- 4 ragazze sognano, regia di Guglielmo Giannini (1943)
- Non mi muovo!, regia di Giorgio Simonelli (1943)
- Ti conosco, mascherina!, regia di Eduardo De Filippo (1943)
- Grattacieli, regia di Guglielmo Giannini (1943)